# Grande Riviere
Grande Riviere – miejscowość na północnym wybrzeżu Trynidadu, położona między Toco i Matelot. Obszar ten pierwotnie był zasiedlony przez imigrantów z Wenezueli i Tobago, którzy zajmowali się uprawą zbóż i kakao. Jednak po gwałtownych spadkach ich cen w latach 20., plantacje upadły, a mieszkańcy zajęli się ekoturystyką. Pomiędzy 1931 a 2000 rokiem zmalała również populacja ludności z 718 do 334 mieszkańców.
Grande Riviere jest jedną z bardziej nieprzystępnych i odległych osad na Trinidadzie i Tobago. Od miasta Sangre Grande dzieli ją 60 kilometrów, a od stolicy kraju, Port-of-Spain aż 100 km. Prowadzi do niej również tylko jedna droga, z położonej na zachodzie miejscowości Toco.

## Historia
W latach 60. XIX wieku osada była zamieszkana głównie przez imigrantów z Wenezueli, którzy przybywali tam, by uprawiać kakao i zboża. Później zaczęli się pojawiać także imigranci z Tobago, co zapoczątkowało gwałtowny rozwój plantacji kakao i trwający do lat 20. XX wieku boom. Gospodarcze życie osady skupiało się 650 akrach ziemi, na której plantatorzy zatrudniali miejscowych rolników. Sami mieszkańcy na mniejszą skalę także uprawiali kakao, które sprzedawali lokalnym plantatorom lub zewnętrznym klientom.
Wybuch I wojny światowej zachwiał kakaowym rynkiem i zakłócił transport towaru, jednak po jej zakończeniu sytuacja wróciła do normy. W 1921 roku nadmiar produkcji spowodował znaczny spadek cen, a Wielki kryzys i rozwój przemysłu naftowego doprowadziły do stopniowego zmniejszania produkcji kakao. W końcu plantacje w Grande Riviere upadły, co zapoczątkował także upadek wsi. Z 718 mieszkańców, którzy zamieszkiwali ją w 1931 roku, spadła ona do 550 w 1946. Posterunek policji i miejscowa loża masońska zostały przeniesione w inne miejsca, a urzędnik sądowy przestał odwiedzać wieś, która ostatecznie została sprzedana. Nowy właściciel utrzymał produkcję kakao, jednak liczbę pracowników ograniczył do minimum. Miejscowa ludność zajęła się więc uprawą bananów, rybołówstwem i pracą przy budowie drogi, którą finansował rząd.

## Ekoturystyka
W 1992 roku stowarzyszenie Grande Riviere Environmental Awareness Trust (GREAT) postanowiło zająć się ochroną żółwich gniazd na plaży Grande Riviere, które padały ofiarą kłusowników. Zaczęto szkolić także przewodników turystycznych, co doprowadziło do konfliktów, gdyż formacja skupiała się bardziej na turystyce, niż na ochronie morskich żółwi.
Rok później włoski fotograf Piero Guerrini wynajął byłą posiadłość plantatorów kakao i przerobił na hotel Mt. Plasir. Ponieważ inwestycja okazała się sukcesem, został on połączony z trzema innymi hotelami: Le Grande Almandier, McEachnie’s Haven i Acajou. To też zachęciło mieszkańców do wynajmowani pokoi gościom.